# Deuxième épître aux Corinthiens

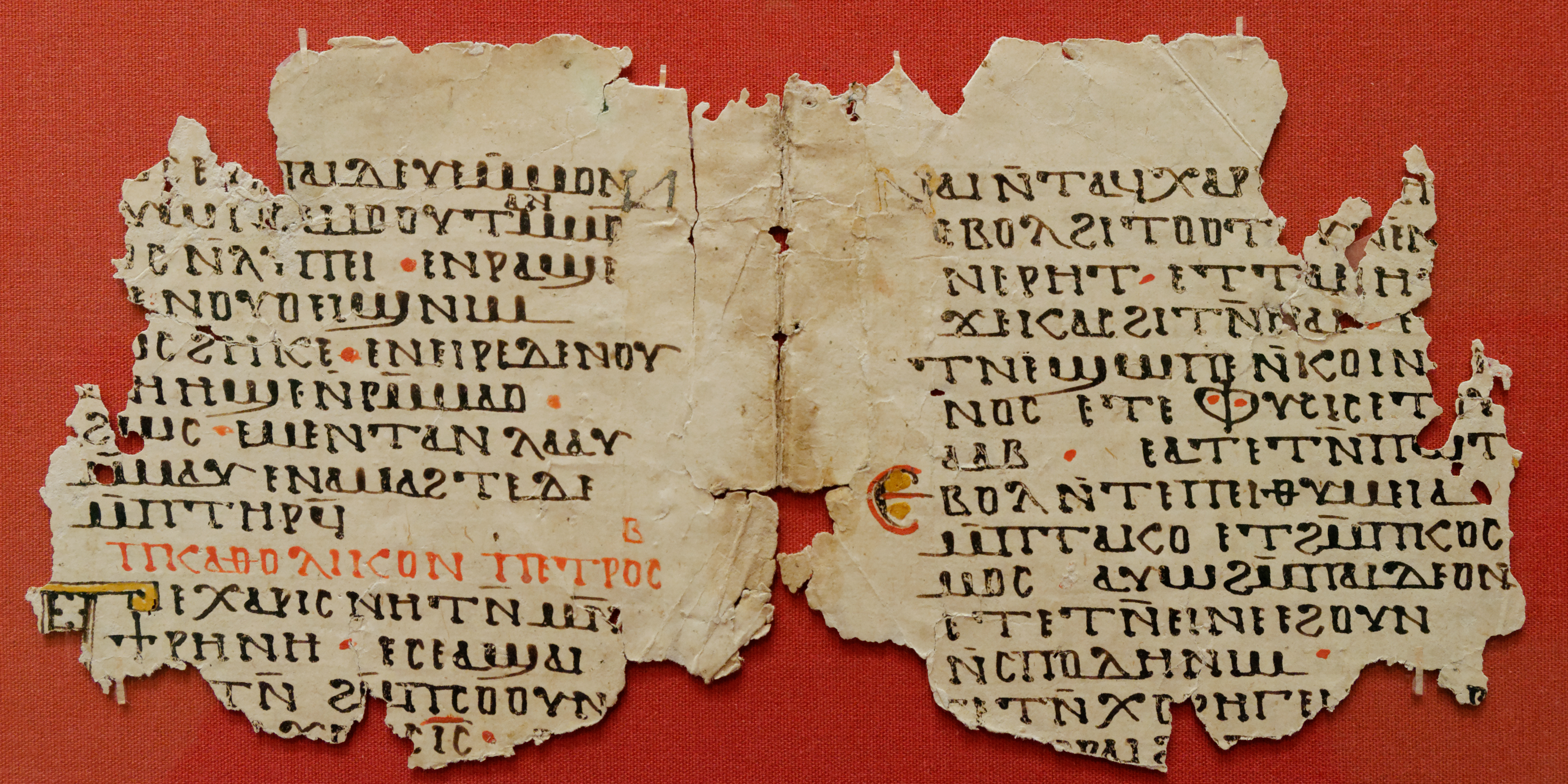
Codex liturgique contenant 2 Cor. 6:5–7, Égypte copte, Musée du Louvre

La Deuxième épître aux Corinthiens, généralement abrégée en 2 Corinthiens ou 2 Cor., est un livre du Nouveau Testament. Elle est envoyée par l'apôtre Paul à l'Église de Corinthe. Elle comprend treize chapitres.

## Authenticité
Ce texte fait partie des sept épîtres reconnues comme authentiquement rédigées par Paul.

## Résumé

### Adresse à l'Église de Corinthe (1-2)
Après des salutations et une action de grâces (1,1-7), Paul partage ses épreuves et ses consolations (1,8-14). Puis il expose les motifs pour lesquels il a décidé de ne pas visiter la communauté de Corinthe (1,15 - 2,4). Il les appelle ensuite à pardonner à un coupable exclu de leur communauté (2,5-11).

### Le ministère de Paul (2,12-7,16)
Paul partage ensuite son triomphe qui est de répandre la bonne nouvelle du Christ partout où il va (2,12-17). L'Église de Corinthe est ainsi le témoignage vivant de la réussite de son ministère (3,1-6) qui est celui de l'Esprit et qui annonce la nouvelle Alliance, supérieure à l'ancienne Alliance, car elle rend libre et fait briller la lumière du Christ dans nos cœurs (3,7-4,6).
Paul se compare cependant à un vase d'argile contenant un trésor. Attaqué de toute part, il conserve en lui la vie du Christ et l'espérance de la résurrection ; ainsi, si son corps périclite, son esprit se renouvelle chaque jour (4,7-18). Guidé par sa foi, il sait qu'une demeure céleste l'attend auprès du Christ et que chacun recevra selon le bien ou le mal qu'il a fait (5,1-10).
C'est pour cela qu'il cherche à convaincre tous les hommes de se réconcilier avec Dieu qui s'est incarné dans le Christ pour se réconcilier avec eux (5,11-21).
Enfin, après le témoignage de son exemplarité dans son ministère (6,1-10) et un appel à la pureté et la sainteté (6,11-7,4), Paul revient sur les exhortations qu'il a transmises aux membres de la communauté de Corinthe par une lettre. Bien qu'elles les aient attristés, elles leur ont permis de se repentir (7,5-16).

### Appel au partage pour l'église (8-9)
Malgré leurs difficultés, les Églises de Macédoine ont fait des dons à l'Église (8,1-6); à leur exemple, il demande aux Corinthiens de partager de leur superflu avec ceux dans le besoin (8,7-15). À cette fin, il leur envoie Tite et des compagnons pour recevoir leurs dons (8,16-9,5). Paul termine en soulignant les bienfaits du don, source de grâce (9,6-15).

### La primauté de l'enseignement de Paul (10-13)
Paul revient ensuite sur son enseignement. Il demande qu'il ne soit pas jugé selon son apparence mais selon son autorité et sa force de conviction (10,1-11) ; la preuve de ses qualités est l'annonce de l'évangile qu'il a faite auprès des Corinthiens et d'autres communautés (10,12-18). Afin que l'Église de Corinthe ne se laisse pas détourner par de faux apôtres du Christ (11,1-15); il leur rappelle les épreuves qu'il a endurées pour annoncer l'évangile, comme garantie de la véracité de son témoignage (11,16-33).
Paul pourrait aussi se prévaloir des faveurs divines dont il a bénéficié et s'en enorgueillir mais il a conscience de ses faiblesses et s'appuie plutôt sur la grâce de Dieu (12,1-10); son motif de glorification, c'est l'existence de l’Église de Corinthe (12,11-18).
Il leur dit tout cela afin que lorsqu'il arrivera parmi eux, il trouve une communauté sainte (12,19-13,10).
Il termine sa lettre par des salutations (13,11-13).